# Unterhartmannsreuth

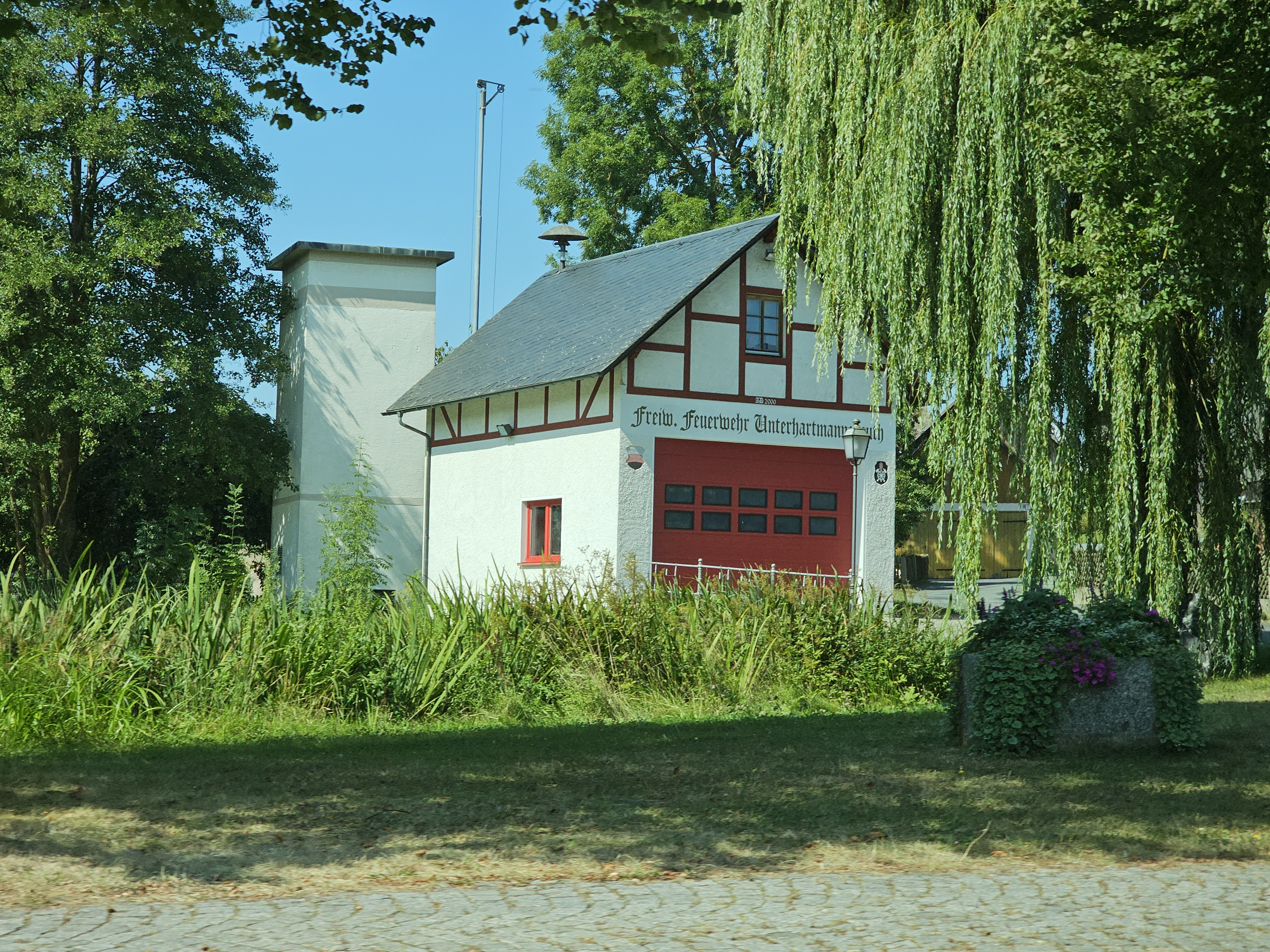
Das Gebäude der Freiwilligen Feuerwehr Unterhartmannsreuth

Unterhartmannsreuth ist ein Gemeindeteil der Gemeinde Feilitzsch im Landkreis Hof (Oberfranken, Bayern).

## Geographie

### Geographische Lage und Verkehr
Das Dorf befindet sich nördlich des Hauptorts Feilitzsch. Der Gemeindeteil hat Anschluss an die Kreisstraßen HO 1 und HO 2 und an die südlich vorüberführende Bundesautobahn 72. Östlich des Orts verläuft die Bahnstrecke Leipzig–Hof. Der Aubach fließt durch den Gemeindeteil und mündet in die Regnitz. Unterhartmannsreuth befindet sich in einer Mittelgebirgslandschaft zwischen dem auslaufenden Thüringer Schiefergebirge, dem Mittelvogtländischen Kuppenland und den bewaldeten Höhen des Frankenwaldes und des Fichtelgebirges. Das thüringische und sächsische Vogtland bilden gegenüber dem Bayerischen Vogtland eine Sprachgrenze.

### Nachbarorte
| Obertiefendorf, Untertiefendorf | Münchenreuth mit Kreuzlein                  |        |
| Schollenreuth                   | Kompassrose, die auf Nachbargemeinden zeigt | Föhrig |
|                                 | Feilitzsch, Rankshaus                       |        |

## Geschichte
Die Entstehung des Ortes ist mit dem Uradel des fränkischen Vogtlandes verbunden, namentlich mit dem Adelsgeschlecht von Feilitzsch. Dieser Uradel siedelte um 1200 dort und ließ von den Siedlern den Wald roden und das Land ausbauen.
Unterhartmannsreuth wurde 1945 kurz vor Kriegsende von amerikanischer Artillerie beschossen. Auf der Nordseite des Dorfes fingen mehrere Anwesen durch Brandgranaten Feuer. Eine Bewohnerin kam ums Leben. Die Südseite des Ortes wurde von einer Batterie mit Sprenggranaten beschossen. Dieser Teil des Ortes kam unbeschadet davon. Grund für den Beschuss war eine kleine Einheit Hitlerjungen, die einen Spähpanzer der Amerikaner beim Anmarsch auf Unterhartmannsreuth aus einem kleinen Wäldchen heraus (Schollenbühl) in Brand geschossen hatte.
Nach dem Krieg lag das Dorf bis 1989 nur etwa 1,5 km von der abgeriegelten innerdeutschen Grenze entfernt. 2005 wohnten in Unterhartmannsreuth 196 Personen.

## Sonstiges
Im Dorf befindet sich ein Seniorenpflegeheim. Die Landwirtschaft prägt den Gemeindeteil. Die Gemarkung besteht aus einem vielseitigen Mosaik, was der Natur zugutekommt.